# Họ Gừng
Họ Gừng (danh pháp khoa học: Zingiberaceae), là một họ của thảo mộc sống lâu năm với các thân rễ bò ngang hay tạo củ, bao gồm 47-56 chi và khoảng 1.075-1.600 loài. Nhiều loài là các loại cây cảnh, cây gia vị, hay cây thuốc quan trọng. Các thành viên quan trọng nhất của họ này bao gồm gừng, nghệ, riềng, đậu khấu và sa nhân.

## Đặc trưng
Các loài trong họ này là thực vật tự dưỡng hay biểu sinh. Thân rễ lớn, thường phân nhánh, chứa nhiều chất dự trữ. Lá có các bẹ dài ôm lấy nhau làm thành thân giả, cuống ngắn và phiến lớn, giữa cuống và bẹ lá có phần phụ gọi là lưỡi bẹ (ligule). Thân lá thường có mùi thơm. Ở nhiều loài thân khí sinh chỉ xuất hiện khi cây ra hoa, mọc lên từ thân rễ, xuyên qua thân giả ra ngoài mang ở phần cuối 1 cụm hoa (chi Alpinia), nhưng có loài cụm hoa nằm ngay trên thân rễ ở sát mặt đất. Hoa không đều, đài hình ống, màu lục, tràng hình ống, phía trên chia 3 thùy, thùy giữa lớn hơn hai thùy bên. Chỉ có một nhị sinh sản (ở vòng trong) với 2 bao phấn lớn nứt phía trong. Một cánh môi hình bản lớn, màu sặc sỡ, do 3 nhị dính với nhau và biến đổi thành, nằm đối diện với nhị sinh sản. Hai nhị còn lại biến thành hai nhị lép (vô sinh) nhỏ nằm 2 bên bao phấn (nhiều khi giảm chỉ còn lại những vảy nhỏ, hoặc mất hẳn). Bầu dưới có 3 ngăn, mỗi ngăn chứa nhiều noãn. Vòi nhụy chui qua khe hở giữa 2 bao phấn và thò ra ngoài. Quả nang, đôi khi là quả mọng. Hạt có nội nhũ và cả ngoại nhũ. Mô của các loại cây trong họ này tiết ra tinh dầu có mùi đặc trưng.

## Phân loại
- Phân họ Siphonochiloideae: 1-2 chi, 20 loài.
  - Tông Siphonochileae: Châu Phi và Madagascar.
    - Chi Aulotandra[6]
    - Chi Siphonochilus (bao gồm cả Cienkowskia, Cienkowskiella)
- Phân họ Tamijioideae: 1 chi, 2 loài.
  - Tông Tamijieae: Borneo.
    - Chi Tamijia
- Phân họ Alpinioideae: 21-27 chi, 920 loài. Chủ yếu trong khu vực Ấn Độ - Malesia. Cũng có ở vùng nhiệt đới châu Phi, châu Mỹ và Australia.
  - Chi Siliquamomum: sa nhân cải (incertae sedis)
  - Tông Alpinieae: 16-22 chi, 830 loài. Các chi đa dạng loài là Alpinia (200 loài), Amomum (110 loài), Etlingera (110 loài), Renealmia (75 loài), Aframomum (60 loài), Hornstedia (50 loài). 
    - Chi Adelmeria (bao gồm cả Elmeria)
    - Chi Aframomum (bao gồm cả Alexis, Marogna)
    - Chi Alpinia (bao gồm cả Albina, Allagas, Buekia, Catimbium Holttum, Catimbium Jussieu?, Cenolophon, Doxanthes, Eriolopha, Galanga, Guillainia, Hellenia, Hellwigia, Heritiera, Kolowratia, Languas, Martensia, Monocystis, Odontychium, Strobidia, Zerumbet J. C. Wendl.): riềng
    - Chi lai ghép X Alpingera F. Luc-Cayol = Alpinia Roxburgh X Etlingera Giseke
    - Chi Amomum (bao gồm cả Cardamomum Kuntze, Elettariopsis, Geocallis, Paramomum, Torymenes, Zedoaria): sa nhân, đậu khấu.
    - Chi Conamomum
    - Chi Cyphostigma
    - Chi Elettaria (bao gồm cả Cardamomum Noronha, Matonia): Tiểu đậu khấu.
    - Chi Epiamomum
    - Chi Etlingera (bao gồm cả Achasma, Bojeria, Diracodes, Geanthus, Nicolaia, Phaeomeria)
    - Chi Geocharis
    - Chi Geostachys (bao gồm cả Carenophila): địa sa
    - Chi Hornstedtia (bao gồm cả Donacodes, Greenwaya, Stenochasma)
    - Chi Lanxangia: Thảo quả.
    - Chi Leptosolena
    - Chi Meistera
    - Chi Plagiostachys
    - Chi Renealmia L.f., 1782 (bao gồm cả Alpinia L., Ethanium, Gethyra, Peperidium, Siphotria): Châu Phi chỉ có chi này.
    - Chi Sulettaria. Tách ra từ chi Elettaria năm 2018.[7]
    - Chi Sundamomum
    - Chi Vanoverberghia
    - Chi Wurfbainia (bao gồm cả Paludana)

  - Tông Riedelieae: 4 chi, 105 loài. Chi đa dạng nhất Riedelia (75 loài). Đông Malesia tới Australia (1 loài) và Thái Lan (1 loài).
    - Chi Burbidgea
    - Chi Pleuranthodium (bao gồm cả Psychanthus)
    - Chi Riedelia (bao gồm cả Naumannia, Nyctophylax, Oliverodoxa, Rudelia, Thylacophora)
    - Chi Siamanthus
- Phân họ Zingiberoideae: 33 chi, 695 loài. Phân bố Ấn Độ - Malesia, nhiệt đới Australia.
  - Chi Monolophus[8] (tách 22 loài từ Caulokaempferia, incertae sedis): thiền liền.
  - Tông Zingibereae: 30 chi, 585 loài. Các chi đa dạng loài nhất là Curcuma (100 loài), Zingiber (100 loài), Boesenbergia (60 loài), Hedychium (50 loài). 
    - Chi Boesenbergia (bao gồm cả Curcumorpha, Gastrochilus, Jirawongsea): bồng nga truật.
    - Chi Camptandra
    - Chi Cautleya: cầu ly.
    - Chi Cornukaempferia
    - Chi Curcuma (bao gồm cả Hitchenia, Hitcheniopsis, Laosanthus, Paracautleya, Smithatris, Stahlianthus): nghệ
    - Chi Distichochlamys: gừng đen, nghệ đen
    - Chi Haniffia
    - Chi Haplochorema (có thể gộp trong Boesenbergia)
    - Chi Hedychium (bao gồm cả Brachychilum): ngải tiên
    - Chi Kaempferia (bao gồm cả Monolophus Wallich non Delafosse et al., Tritophus, Zerumbet Garsault): địa liền.
    - Chi Kedhalia
    - Chi Larsenianthus
    - Chi Myxochlamys
    - Chi Nanochilus
    - Chi Newmania
    - Chi Parakaempferia
    - Chi Pommereschea
    - Chi Pyrgophyllum
    - Chi Rhynchanthus
    - Chi Roscoea
    - Chi Scaphochlamys (bao gồm cả Borneocola)
    - Chi Stadiochilus: Có thể không thuộc về tông này?
    - Chi Zingiber (bao gồm cả Amomum L., Cassumunar, Dieterichia, Dymczewiczia, Jaegera, Pacoseroca, Thumung, Zerumbet Lestibudois): gừng.

  - Tông Globbeae: 3-4 chi, 110 loài. Chi đa dạng loại nhất Globba (~100 loài khi gộp cả Mantisia).
    - Chi Gagnepainia
    - Chi Globba (bao gồm cả Achilus, Ceratanthera, Colebrookia, Hura, Lampujang, Manitia, Mantisia?, Sphaerocarpos)
    - Chi Hemiorchis
    - Chi Mantisia (có thể gộp trong Globba).

## Phát sinh chủng loài

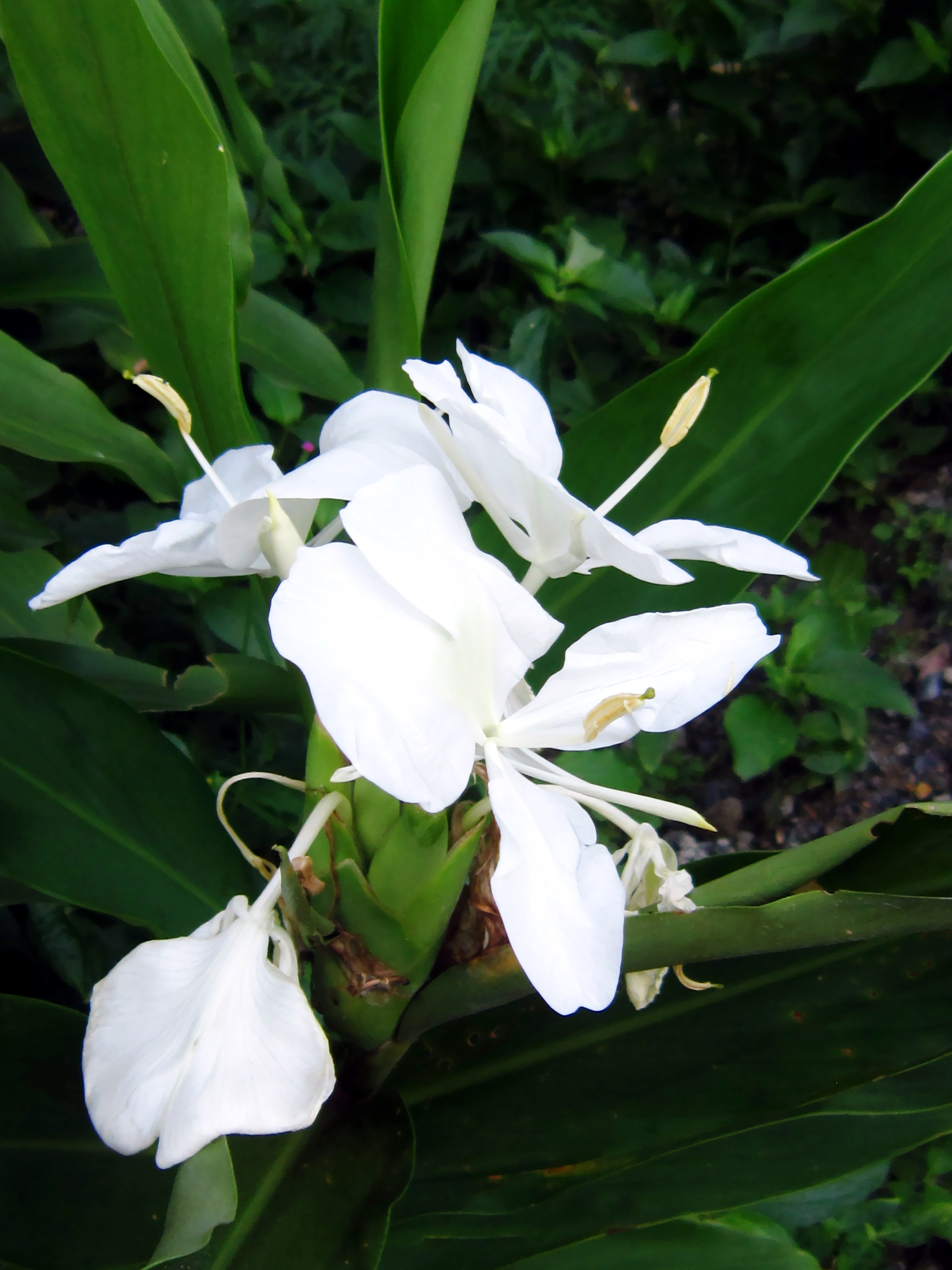
Ngải tiên (Hedychium coronarium Koenig) thuộc họ Gừng.

Cây phát sinh chủng loài dưới đây lấy theo APG III.
|  | Strelitziaceae (Họ Thiên điểu) |
|  |                                |
|  | Lowiaceae (Họ Chuối hoa lan)   |
|  |                                |

|  | Cannaceae (Họ Dong riềng) |
|  |                           |
|  | Marantaceae (Họ Dong)     |
|  |                           |

|  | Zingiberaceae         |
|  |                       |
|  | Costaceae (Họ Mía dò) |
|  |                       |

|  | Cannaceae (Họ Dong riềng) |
|  |                           |
|  | Marantaceae (Họ Dong)     |
|  |                           |

|  | Zingiberaceae         |
|  |                       |
|  | Costaceae (Họ Mía dò) |
|  |                       |

|  | Strelitziaceae (Họ Thiên điểu) |
|  |                                |
|  | Lowiaceae (Họ Chuối hoa lan)   |
|  |                                |

|  | Cannaceae (Họ Dong riềng) |
|  |                           |
|  | Marantaceae (Họ Dong)     |
|  |                           |

|  | Zingiberaceae         |
|  |                       |
|  | Costaceae (Họ Mía dò) |
|  |                       |

|  | Cannaceae (Họ Dong riềng) |
|  |                           |
|  | Marantaceae (Họ Dong)     |
|  |                           |

|  | Zingiberaceae         |
|  |                       |
|  | Costaceae (Họ Mía dò) |
|  |                       |

## Phân bố

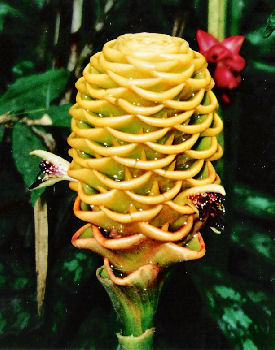
Wikimedia Commons có nhiều hình ảnh liên quan đến Zingiberaceae

Họ này có khoảng 47-56 chi và hơn 1.070 (tùy tài liệu, có thể thống kê tới 1.370-1.600) loài, phân bố ở vùng nhiệt đới và cận nhiệt đới, chủ yếu ở nam và đông nam châu Á. Ở Việt Nam hiện biết gần 20 chi và gần 100 loài, trong đó nhiều cây có giá trị.
Một số cây trồng như: 
- Riềng (Alpinia officinarum Han.): thân rễ khỏe, phủ nhiều vảy, khi già có nhiều xơ, dùng làm gia vị và làm thuốc.
- Nghệ (Curcuma domestica-Val. hay Curcuma longa- L.): thân rễ làm gia vị, làm thuốc chữa bệnh dạ dày, bệnh vàng da, dùng cho phụ nữ sau khi sinh đẻ.
- Gừng (Zingiber officinale Rosc.): thân rễ thơm cay, dùng làm gia vị, làm mứt và làm thuốc, có tác dụng hưng phấn, dễ tiêu.
- Gừng gió (Zingiber zerumbet (Sm. ex L.): là loài mọc dại gặp nhiều trong rừng thứ sinh, có hoa màu trắng, cánh môi màu vàng nhạt, thân rễ vị đắng và cay, cũng được dùng làm thuốc.

Ở rừng Việt Nam, còn gặp một số cây mọc ở tầng thấp như: 
- Ré (Alpinia speciosa K. Chum.): cánh môi vàng có viền đỏ, quả mọng hình cầu, cây dùng lấy sợi.
- Thảo quả (Amomum tsaoko Roxb.) và sa nhân (Amomum villosum Lour.): là hai loại cây dùng làm thuốc, được khai thác nhiều để xuất khẩu (quả thảo quả còn dùng làm gia vị), gặp nhiều ở các rừng miền bắc Việt Nam.